# جان گرین (بازیکن فوتبال، زاده ۱۸۹۴)
جان گرین (انگلیسی: John Green؛ سپتامبر ۱۸۹۴ – ۱۹۶۶ (۷۱−۷۲ سال)) بازیکن فوتبال بود.
از باشگاه‌هایی که در آن بازی کرده‌است می‌توان به باشگاه فوتبال ولورهمپتون واندررز اشاره کرد.